# Sfinge dei Bucegi

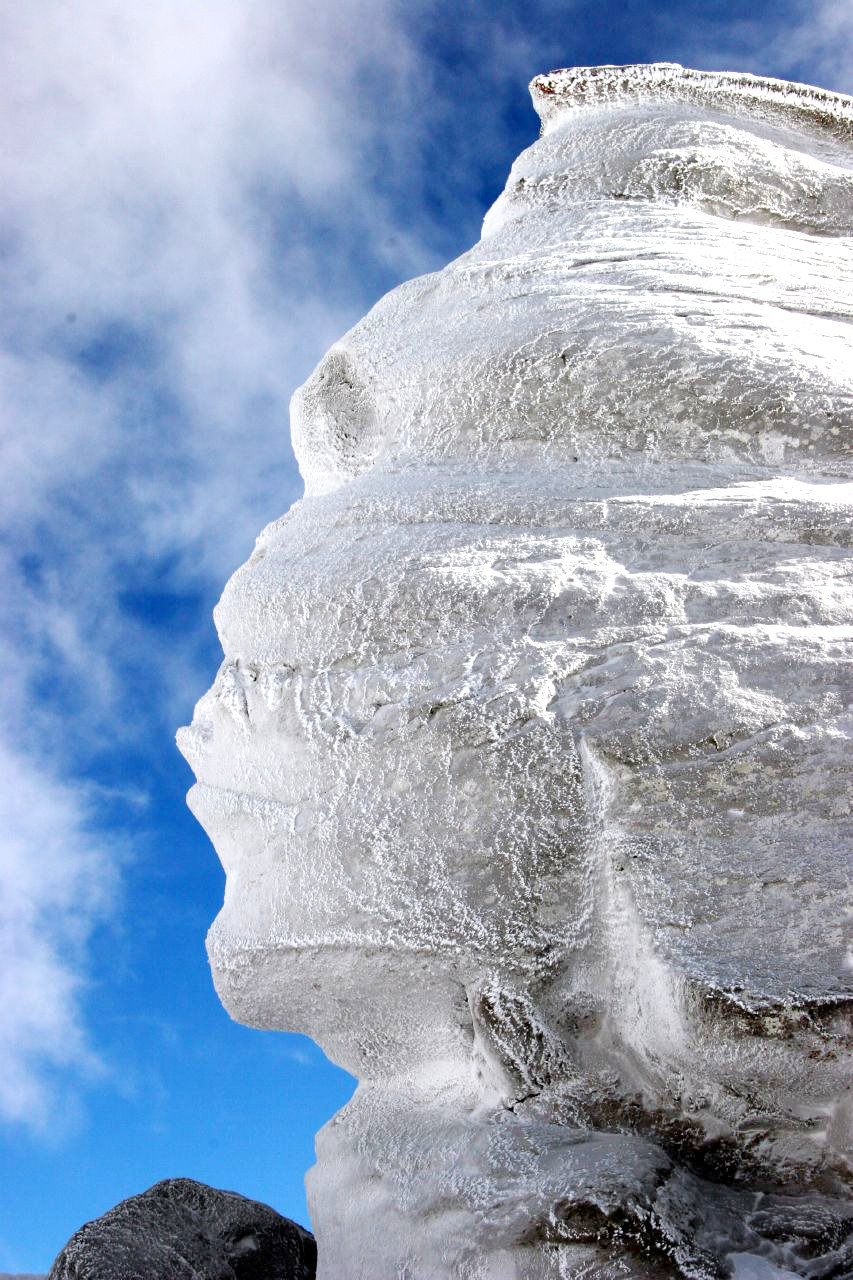
La Sfinge da distanza ravvicinata

La Sfinge dei Bucegi (in romeno Sfinxul din Bucegi) è una formazione rocciosa naturale che si trova nel Parco naturale Bucegi, all'interno della catena dei Monti Bucegi, nel sud est della Romania.

## Storia e descrizione

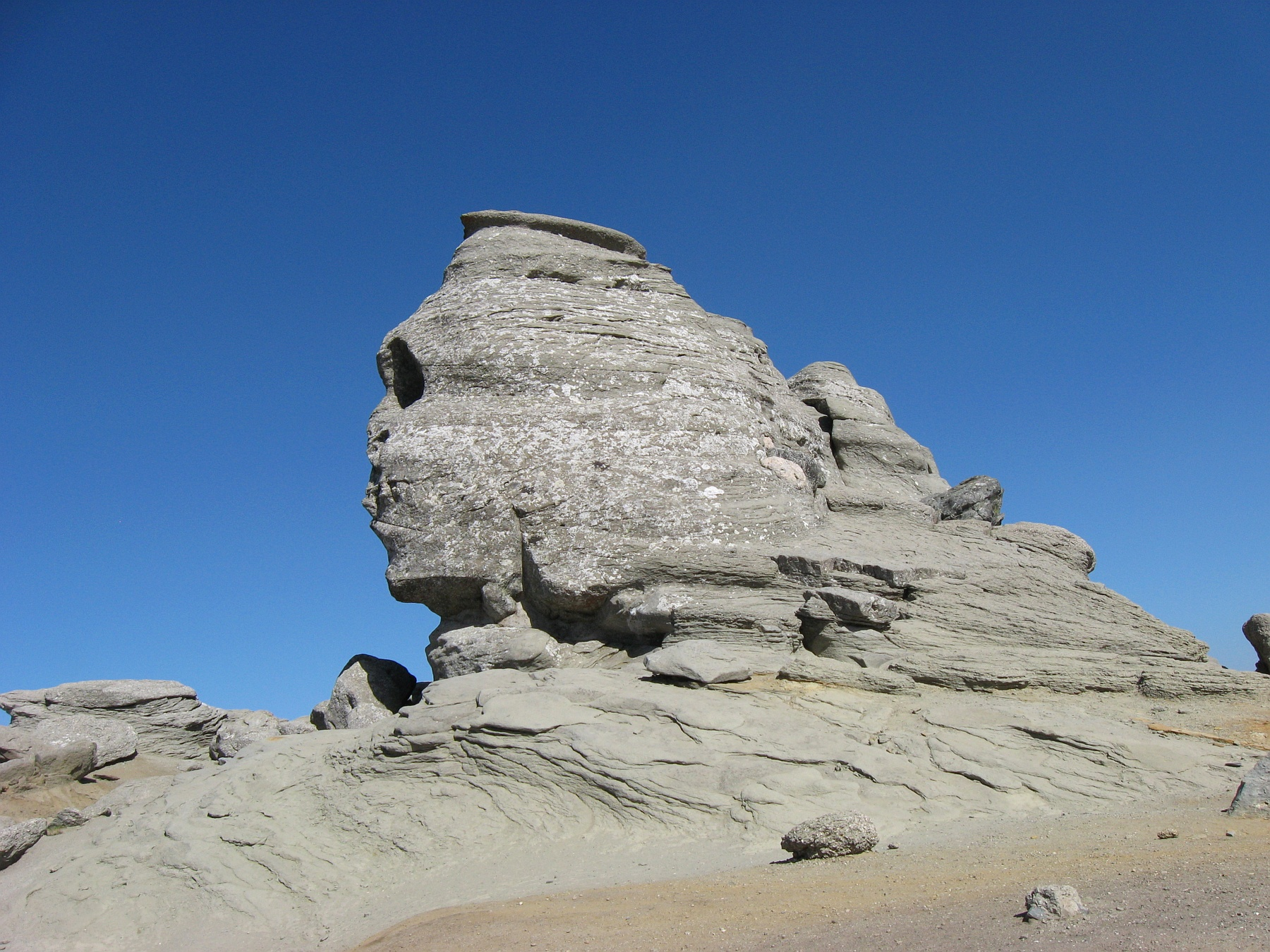
La Sfinge dei monti Bucegi

La Sfinge, alta 8 metri e larga 12, si trova ad un'altitudine di 2216 m s.l.m., nella zona del Parco naturale dove si trova anche il gruppo di rocce a forma di fungo conosciuta come Babele, e deve il suo nome alla somiglianza con il celebre monumento egizio, in particolare se visto lateralmente. Nonostante fosse conosciuta da secoli come una delle peculiarità dei monti Bucegi, la prima fotografia della formazione rocciosa risale circa all'anno 1900, ma essa la ritraeva con una angolazione diversa da quelle che l'hanno resa celebre. Il soprannome di sfinge invece iniziò a diffondersi nel 1936, e con il tempo è diventata una delle principali attrazioni turistiche dell'area.
Il modo più semplice per raggiungerla è utilizzando la funivia che collega la cittadina di Bușteni con la capanna Babele, sui monti Bucegi, e il momento migliore per osservarla si dice essere il 21 novembre al tramonto, quando il sole mette maggiormente in evidenza i suoi dettagli. 

## Origine e leggende
Per quanto riguarda la sua formazione, la Sfinge è formata da un megalito alto 8 metri e largo 12 in pietra arenaria e calcare, si ipotizza scolpito dalla pioggia e dal vento nel corso dei millenni fino a farlo assomigliare ad una testa umana con occhi, naso e bocca. L'alternanza di arenaria e calcari è una delle caratteristiche morfologiche dei monti Bucegi.
Ma la sua popolarità come attrazione turistica ha fatto sì che in epoca moderna nascessero molte leggende senza fondamenti scientifici sulla sua origine e sulla sua funzione. Secondo una di queste leggende la Sfinge di Giza sarebbe stata scolpita ispirandosi proprio alla formazione rocciosa romena, e le due strutture sarebbero collegate da un tunnel energetico. Un'altra leggenda individua l'autore della Sfinge dei Bucegi in una civiltà extraterrestre, responsabile della creazione anche di altre strutture megalitiche in giro per il mondo come le piramidi in Egitto o Stonehenge. O ancora sarebbe stata scolpita dagli antichi Daci per raffigurare una divinità.
Alcune teorie del complotto ipotizzano che la testa rocciosa nasconda l'ingresso di una miniera di uranio o di una misteriosa biblioteca e il coinvolgimento della CIA e dei servizi segreti romeni.
Infine una delle leggende più diffuse individua la Sfinge come il fulcro di una piramide energetica in grado di diffondere energia positiva, e per questo motivo il 28 novembre di ogni anno molte persone sono solite radunarsi intorno alla formazione rocciosa nella speranza di godere della sua energia.

## Nei media

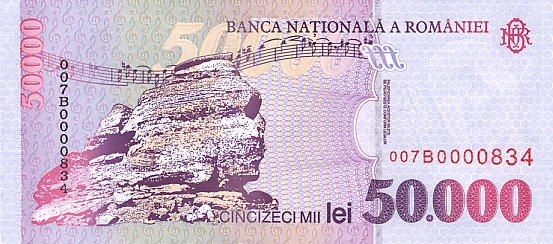
La banconota da 50.000 lei del 2000

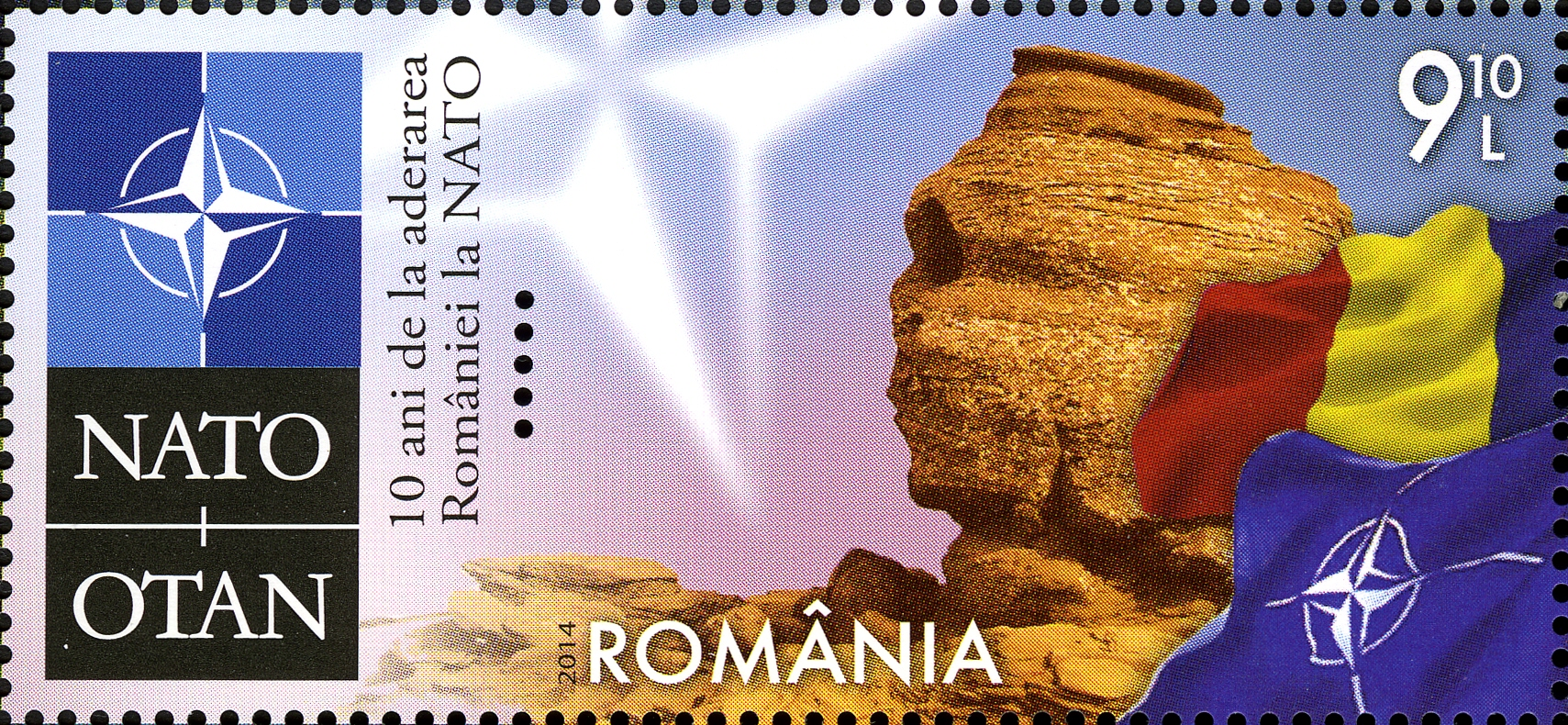
Il francobollo del 2014

La Sfinge appare in alcuni film romeni, come I daci (Dacii) del 1967, diretto da Sergiu Nicolaescu, dove è il luogo dei sacrifici al dio Zalmoxis, Burebista, del 1980, film storico sull'omonimo re dei Daci, o in Haiducii lui Șaptecai del 1971. Appare inoltre nel documentario di Netflix Flavours of Romania del giornalista britannico Charlie Ottley.
La formazione rocciosa è raffigurata sulla banconota da 50 000 lei stampata tra il 1996 e il 2000 e su alcuni francobolli delle poste romene, tra cui uno del 1972 e uno del 2014 emesso in occasione del decimo anniversario dell'ingresso della Romania nella NATO.